# プログレス出版所
プログレス出版所（ロシア語: Прогре́сс）は、外国語文献の刊行を専門としていたソビエト連邦の出版社である。
1931年「外国人労働者出版社」（ロシア語: Издательство Товарищества иностранных рабочих）の名称でコミンテルン内に発足した。1939年「外国語文献出版社」（ロシア語: Издательство литературы на иностранных языках）に改称。出版界の再編により、1963年「プログレス」に改称。
『レーニン全集』などマルクス主義の諸文献、社会科学書から、文芸書、旅行ガイドブックなどに至る多様な出版物を、合計40以上の外国語で刊行した。また、諸外国の書籍のロシア語訳を国内向けに出版した。

## 参照項目
- 外国語出版所
- ミール出版所